# Pascal Pavageau
Pascal Pavageau, né le 22 mars 1969 à Montargis, est un ingénieur, romancier et ancien syndicaliste français.
Il mène une carrière professionnelle d'ingénieur des travaux publics de l'État. Secrétaire confédéral de Force ouvrière à partir de 2009, il en est le secrétaire général d’avril 2018 à sa démission, en octobre suivant.

## Biographie

### Formation et parcours professionnel
Adopté vers un an par un couple d'enseignants, Pascal Pavageau grandit à Montargis puis à Orléans « dans un contexte difficile »,,. Durant sa scolarité, il est élu chaque année délégué de classe. 
À l’issue d’un baccalauréat scientifique au lycée Voltaire à Orléans, il intègre une classe préparatoire scientifique puis, en 1990, l’École nationale des travaux publics de l'État (ENTPE), dont il sort diplômé en 1993 en tant qu’ingénieur spécialisé dans le développement durable, fonctionnaire de l’État.
En 1994, il commence sa carrière comme chef de la police de l’eau et responsable de la mission interservices de l’eau au sein des préfectures du Nord et du Pas-de-Calais.
Il devient ensuite responsable de l’unité territoriale de la navigation à Douai-Arras-Lens, avant de rejoindre de 2001 à 2003, la Direction régionale de l'environnement de la région Centre en tant que secrétaire général adjoint.
En 2004, il se met en disponibilité de la fonction publique, pour se consacrer à ses activités syndicales.
Après sa démission de FO en 2018, il reprend des fonctions d'Ingénieur à l'Etat. Il est en poste au Commissariat Général au Développement Durable depuis mai 2021.

### Parcours syndical
En tant que représentant des élèves de l’ENTPE, Pascal Pavageau assiste à des réunions en même temps que l’organisation syndicale FO des ingénieurs TPE, et il adhère en 1990, à 21 ans, à Force ouvrière. Il crée l’année suivante la section syndicale FO des élèves ingénieurs de l’ENTPE.
Durant son parcours professionnel, il porte plusieurs mandats nationaux pour Force ouvrière, principalement aux ministères de l’Équipement et de l’Environnement. Il est également représentant élu du corps des Ingénieurs des travaux publics de l'État (ITPE) à la commission administrative paritaire (CAP) nationale de 1999 à 2009.[réf. souhaitée]
En 2003, il est élu secrétaire général du Syndicat national des Ingénieurs des travaux publics de l'État et des collectivités territoriales (SNITPECT-FO) durant quatre ans, avant de devenir secrétaire fédéral à la Fédération FO de l’Équipement, de l’Environnement, des Transports et des Services (FEETS-FO).
En 2007, le gouvernement de l’époque regroupe plusieurs missions publiques au sein du grand ministère d’État de l'Écologie, du développement et de l'aménagement durables (MEDAD) dont le périmètre concernait trois fédérations Force ouvrière. Sollicité par ces dernières et par la Confédération, Pascal Pavageau organise alors la représentation FO au sein de ce ministère et pilote la délégation lors du Grenelle Environnement. En parallèle, il s'oppose à la Révision générale des politiques publiques (RGPP) considérant qu’il s’agit d’une attaque sans précédent à l’encontre du service public et de la République.
En 2009, Pascal Pavageau est élu secrétaire confédéral de Force ouvrière chargé de l’économie, de la fiscalité, du service public, du numérique, de la politique industrielle, de l’environnement et du développement durable à la suite du départ en retraite de Marie-Suzie Pungier. Il est réélu en 2011 au congrès de Montpellier puis à nouveau en 2015 au congrès de Tours. Il n'appartient pas à un parti, contrairement à plusieurs de ses prédécesseurs, adhérents au PS, ou à une association.
Il représente Force ouvrière en tant que négociateur dans diverses instances, dont le Conseil national de l’industrie, la Commission nationale des services, le Conseil national de la transition écologique, le Comité de suivi des aides publiques ou encore le Commissariat général à la stratégie et à la prospective (France Stratégie). Il pilote l’action de FO au sein du Dialogue économique entre interlocuteurs sociaux (depuis 2009) et a mené la délégation FO lors de la concertation des interlocuteurs sociaux sur le télétravail en 2017. C'est également le pilote de la délégation Force ouvrière aux différentes Conférence des parties (COP)[réf. souhaitée]. Il est surnommé « Confederator ».
Il dit avoir réécrit sa notice Wikipédia « avec son équipe », parce que, selon lui, on l'y « fait passer pour un trotsko, pour un anar, un écolo. »
Aspirant dès 2011 à se présenter comme candidat à l'élection du secrétaire général de FO, il est élu lors du 24e congrès en avril 2018, remplaçant ainsi Jean-Claude Mailly, avec qui il a des divergences et n'a plus de contacts depuis le dernier congrès, son prédécesseur représentant l'aile réformiste du syndicat alors que Pascal Pavageau se réclame du « FO canal historique »,, des  militants trotskistes qui sont partisans d'une ligne dure vis-à-vis des pouvoirs publics,. Il arrive à la tête du syndicat dans une atmosphère dite de « printemps social » et de manifestations, notamment lors d'une importante grève des cheminots de la SNCF à la suite d'un projet de loi « pour un nouveau pacte ferroviaire ». Il affirme dans ce contexte que le gouvernement cherche à « déprotéger » en cassant les « cadres collectifs », et y affirme par la suite la nouvelle devise de Force ouvrière : « Résister, revendiquer, reconquérir ».
Il s'oppose à la rentrée 2018 à plusieurs réformes du gouvernement Philippe qu'il juge injustes. Parmi ces réformes se trouvent celles du prélèvement à la source de l'impôt sur les revenus, l'assurance-chômage et de la retraite par points (affirmant : « la retraite par points, c'est le travail sans fin »).
Le 10 octobre 2018, Le Canard enchaîné révèle que le syndicat Force ouvrière a fiché, selon des critères politiques, religieux ou sexuels, 126 de ses cadres en des termes très crus, parfois orduriers. Pascal Pavageau assure que ce fichier n'était qu'un « document de travail ». Selon plusieurs sources internes, ce sont Cécile Potters et Justine Braesch, respectivement directrice et chef de cabinet, qui sont à l'origine de la construction du fichier et de sa mise à jour. Le 17 octobre 2018, à la suite de la polémique née de ces révélations, il démissionne de son poste de secrétaire général , non sans dénoncer des atteintes à sa vie privée. Yves Veyrier lui succède.
Après presque un an de silence, en septembre 2019, Pascal Pavageau confie « regretter » le fichage chez FO, qu'il qualifie de « connerie sans nom » et d'« erreur absolue », mais estime avoir « la conscience tranquille »,,.
Il n'est plus adhérent de FO depuis 2019.

### Romancier
À partir de 2022, il se met à l'écriture de romans. Il publie son premier livre en février 2023, The Noodles, aux éditions les 3 Colonnes. C'est l'histoire d'un groupe de rock des années 1980 à nos jours qui lui sert de cadre pour évoquer de nombreux points autobiographiques de son enfance.
Toujours aux éditions les 3 Colonnes, il enchaine d'autres romans co-écrits avec son épouse Isabelle Pavageau : Crash Trash en mai 2023, Le passé nous le dira en septembre 2023, Contre toute Atlante en février 2024 et Quinte et Sens paru en septembre 2024. Il s'agit de livres d'aventures alliant grandes épopées et des personnages attachants et charismatiques,.

### Vie privée
Marié à Isabelle Pavageau, père de trois enfants, il est peintre et romancier, passionné d'art aborigène et de hard rock,.

## Ouvrages

### À titre personnel
- The Noodles, roman, Éditions les 3 Colonnes, février 2023. https://catalogue.bnf.fr/ark:/12148/cb471908836
- Crash Trash, roman, Éditions les 3 Colonnes, mai 2023, coauteur avec son épouse Isabelle Pavageau. https://catalogue.bnf.fr/ark:/12148/cb472508319
- Le passé nous le dira, roman, Editions les 3 Colonnes, septembre 2023, coauteur avec son épouse Isabelle Pavageau. https://catalogue.bnf.fr/ark:/12148/cb473262309
- Contre toute Atlante, roman, Editions les 3 Colonnes, février 2024, coauteur avec son épouse Isabelle Pavageau. https://nouveautes-editeurs.bnf.fr/accueil?id_declaration=10000000963566&titre_livre=Contre_toute_Atlante
- Quinte et Sens, roman, Editions les 3 Colonnes, septembre 2024, coauteur avec son épouse Isabelle Pavageau. https://nouveautes-editeurs.bnf.fr/accueil?id_declaration=10000001049146&titre_livre=Quinte_et_sens

### Au titre professionnel et de Force ouvrière
- Avec Robert Agostini et Frédéric Verley, Curage et devenir des boues : approche réglementaire, Douai-Waziers-Lambersart, Agence de l'eau Artois-Picardie-service de la navigation du Nord - Pas-de-Calais-direction régionale de l'environnement du Nord - Pas-de-Calais, 1997, 68 p. (BNF 38943427)
- Le Livre noir de la RGPP, 2010
- Il faut sauver le service public, avec Jean-Claude Mailly, Librio, 2014
- Pour l’impôt républicain, juste, progressif et redistributif, 2014[34]
- SMIC, le livre blanc de Force ouvrière, avec Marie-Alice Medeuf-Andrieu, 2014[35]
- Analyse et positions de Force ouvrière sur le Traité transatlantique (TTIP), 2015[36]